# ان‌جی‌سی ۵۰۳۴
ان‌جی‌سی ۵۰۳۴ یک کهکشان‌ در صورت فلکی خرس کوچک است.